# Maremmana (razza bovina)

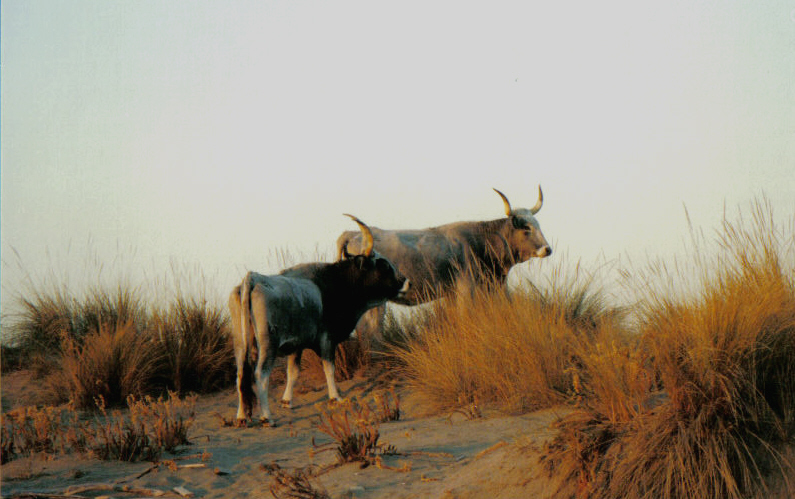
Buoi maremmani allo stato brado tra le dune del Parco naturale della Maremma

La maremmana è una razza bovina allevata nei pascoli che si estendono tra la bassa Toscana e l'alto Lazio, a ridosso della fascia costiera grossetana e viterbese, nella regione della Maremma.
Le vacche e i vitelli pascolano liberamente allo stato brado e vengono controllati e seguiti nei loro spostamenti dai tradizionali mandriani, chiamati butteri, in sella al cavallo maremmano; i pascoli sorgono spesso su substrati salini per la presenza nei secoli scorsi di aree paludose oramai bonificate. Questi animali si nutrono di erbe spontanee che crescono su questi terreni ed è proprio grazie alla loro alimentazione che la carne bovina di razza maremmana presenta al palato caratteristiche di sapidità molto intensa.
Misura circa 170 cm al garrese.

## Caratteristiche
I bovini maremmani discendono da razze indoeuropee che nei secoli scorsi, provenendo dall'Asia minore, hanno attraversato l'Europa orientale e, una volta valicate le Alpi e gli Appennini, si sono stabilite nei territori attuali.

Il patrimonio genetico della razza bovina maremmana presenta peraltro diversi tratti comuni a quelli che si riscontrano in vitelloni che si sono stanziati nei territori della puszta ungherese, a dimostrazione della discendenza comune.

Il caratteristico colore chiaro tra il bianco sporco e il grigio ha da sempre protetto i bovini dal caldo e dal sole, impossibili da sfuggire nelle aperte praterie maremmane; molto caratteristiche le lunghe corna color avorio con punta nera che, nei tori e nelle femmine adulte, possono superare il metro di lunghezza. Inoltre, la mole molto robusta ha fatto sì che molti capi venissero sfruttati dall'uomo per lavoro (caratteristiche le raffigurazioni nei dipinti dei Macchiaioli e dei post-Macchiaioli di fine Ottocento e inizio Novecento).

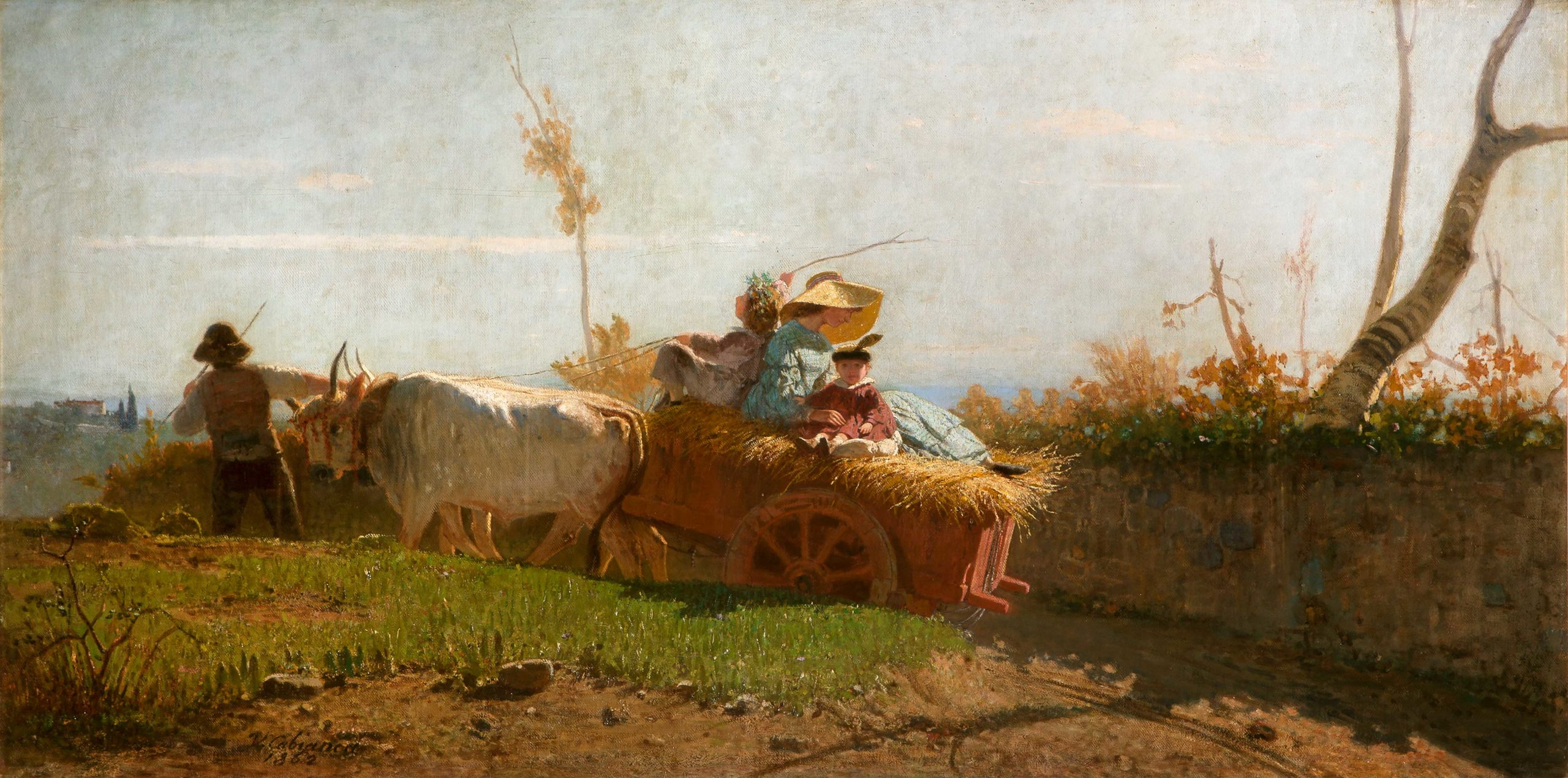
Vincenzo Cabianca, Ritorno dai campi, 1862 - (Buoi di razza maremmana)

## Carne maremmana
La carne di razza maremmana non era molto richiesta in passato, a causa dei costi elevati dovuti alla particolare tipologia di allevamento e alla bassa resa in carne. Tuttavia, dagli anni novanta in poi, l'emergenza BSE che ha interessato molti paesi europei, Italia inclusa, ha portato a una maggiore valorizzazione e a un notevole incremento delle richieste sul mercato della carne maremmana, proveniente da bovini allevati allo stato brado (nei quali non è mai stata rintracciata la presenza del morbo).
Le disposizioni di legge entrate in vigore a livello nazionale ed europeo tra il 1º aprile 2001 e il 31 dicembre 2005, non hanno risparmiato neppure i capi di razza maremmana imponendo in macellazione l'asportazione della colonna vertebrale col midollo spinale.
Le caratteristiche tipiche della carne proveniente da bovini di razza maremmana sono la sapidità che si accompagnano a un elevato contenuto proteico e a una moderata presenza lipidica, con un ottimo equilibrio tra acidi grassi saturi e insaturi. Tutto ciò fa sì che questo alimento sia molto richiesto dai buongustai e, al tempo stesso, sia consigliato per soggetti anemici e nelle diete iperproteiche e ipolipidiche.